# 台山島
台山列島は、福建省福鼎市沙埕鎮に属しており、福建省内の陸地から一番遠い島である。同島は東シナ海上にあり、周辺にはいくつかの岩礁がある。

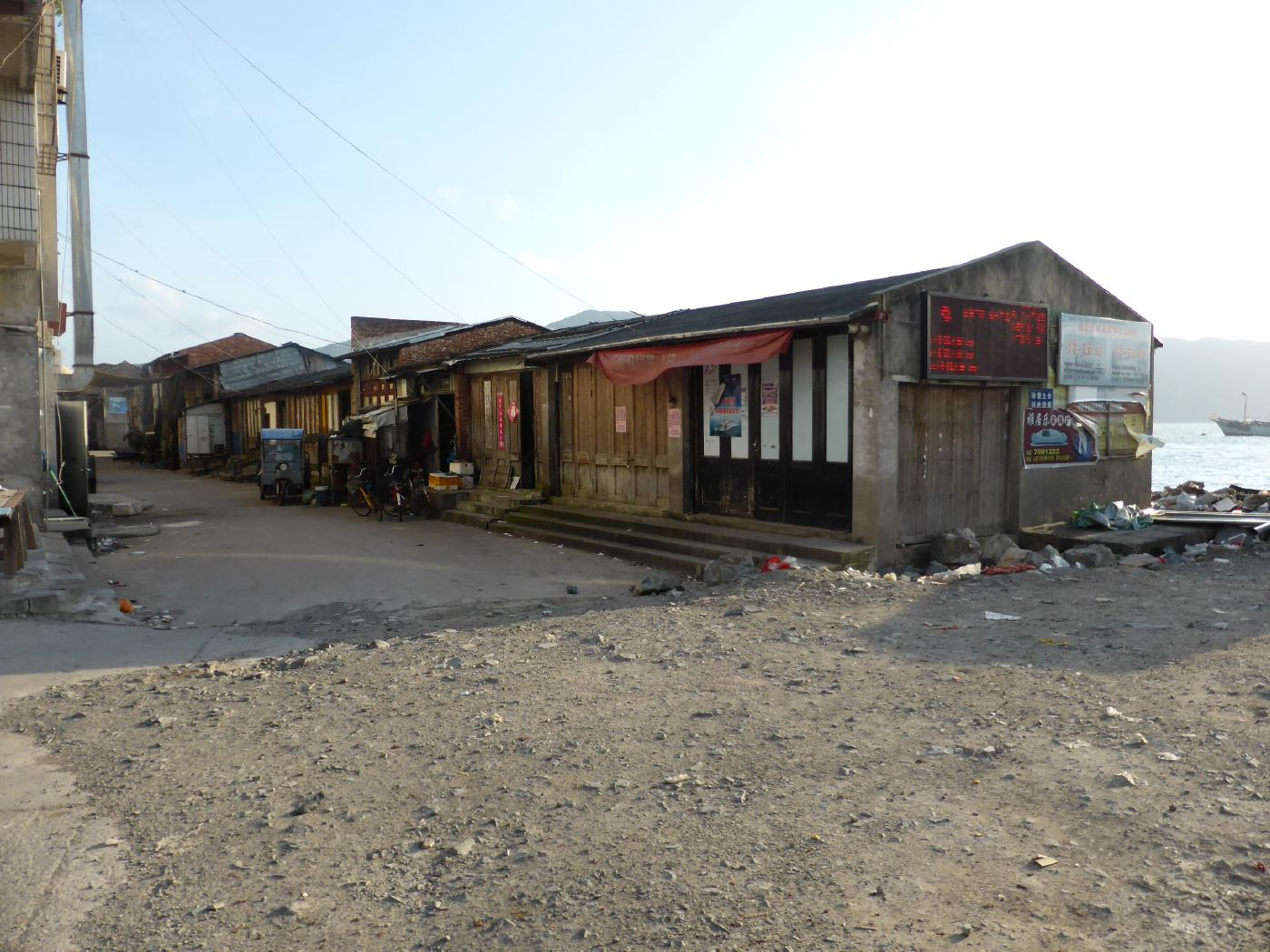
沙埕港から台山島への船がある

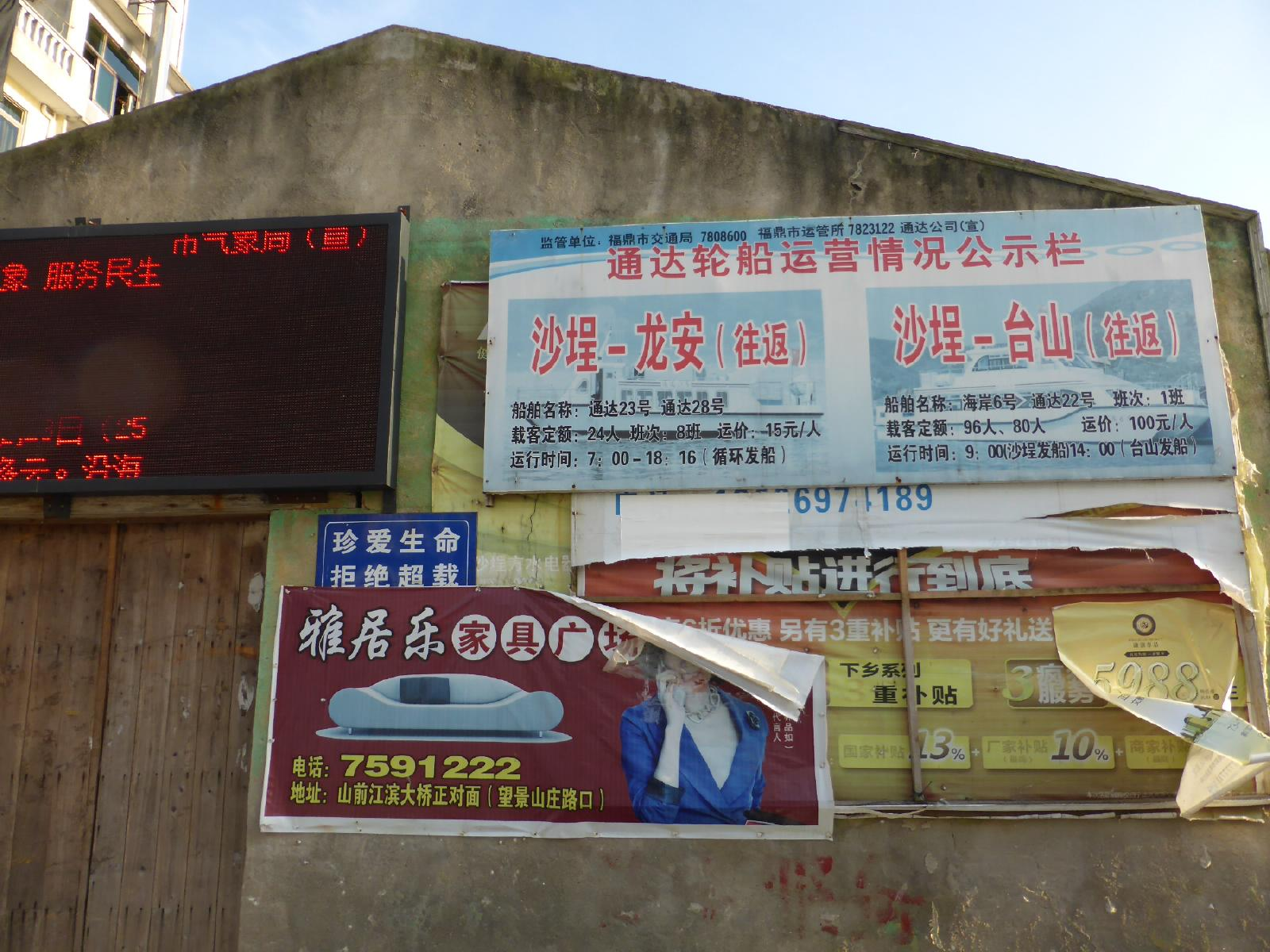
乗船時間と運賃

## 概要
2013年現在、総人口は195戸・485人で島民の90%は漁業で生計をたてている。

## 交通
最寄駅は福鼎駅あるいは太姥山駅。沙埕港からは定期フェリー、秦嶼港から不定期フェリーが発着している。